# Tasnádi Csaba
Tasnádi Csaba (Budapest, 1960. június 8. –) Jászai Mari-díjas magyar színházi rendező, színházigazgató.

## Életpályája
Már fiatal kora óta érdekelte a színház és a színjátszás, szavalt, középiskolában színjátszó körbe járt. 1974–1978 között Berzsenyi Dániel Gimnázium tanulója volt. Érettségi után első helyen a Színház- és Filmművészeti Főiskolát jelölte meg, de akkor még nem oda vették föl.
1979–1984 között ELTE JTK hallgatója volt. 1984-től vállalati jogászként dolgozott. 1984–1987 között az ELTE BTK színház esztétika szakát végezte el. Ezután egy újsághirdetés alapján elment a Józsefvárosi Színház utazó részlegébe rendezőasszisztensnek, első munkája Meczner János mellett, a Dunai Ferenc: A nadrág című előadásban volt. Néhány évig itt dolgozott, amikor is Timár Béla vendégasszisztensként hívta az Operettszínházba, ahol ott is maradt.
1987–1990 között szabadúszó rendező volt. 1990–1993 között a Színház- és Filmművészeti Főiskola színházrendező szakán tanult Ádám Ottó osztályában posztgraduális képzésen, így harmadévben már dolgozhatott színházakban Budapesten és vidéken egyaránt. 1999-ben a Színház- és Filmművészeti Főiskola DLA fokozatát is megszerezte.
1993–1997 között a Budapesti Operettszínház – egyetlen állandóként szerződtetett – rendezője volt, de közben folyamatosan rendezett máshol is. 1997–1999 között a Szentendrei Teátrum igazgatója volt.
1999–2015 között a nyíregyházi Móricz Zsigmond Színház igazgató-főrendezője volt. Már 6 éve rendezett megválasztásakor a színházban, első itteni rendezése 1993-ban a Bolha a fülbe című Feydeau-darab volt, melyre Schlanger András hívta meg. 2002-ben megalapította a VIDOR Fesztivált, 2003-ban a Táncfarsang kitalálója volt, illetve igazgatása alatt újították fel a színházat (2000–2001) és a színészházat is. 2016 óta a színház örökös tagja.
2009–2015 között a Nemzeti Kulturális Alap Színházi Szakmai Kollégiumának tagja volt. 2021-től a Vidám Színpad művészeti vezetője.
Testvére Tasnádi István, akinek gyakran rendezi darabjait. Egy lánya, Sára és egy fia van, Tasnádi Bence (1988) színész.

## Színházi munkái
Szerzőként
A Színházi adattárban regisztrált bemutatóinak száma 2017. szeptember 10-i lekérdezéskor szerzőként: 3. A következő műveket alkalmazta színpadra:
- Lyman Frank Baum: Óz, a nagy varázsló (Fekete Valéria dramaturggal: Pécsi Nemzeti Színház 1992, Csokonai Színház 1995)
- Fjodor Mihajlovics Dosztojevszkij: Férj az ágy alatt (Móricz Zsigmond Színház 1997)

Színészként
- Nógrádi Gábor, Koltai Róbert, Dés László, Nemes István: Sose halunk meg - Imi (rendező: Koltai Róbert, Körcsarnok, 2010)[9]

### Rendezőként
A Színházi adattárban regisztrált bemutatóinak száma 2017. szeptember 10-i lekérdezéskor rendezőként: 94.
| - John Millington Synge, Ungvári Tamás: A nyugati világ bajnoka (1991) - William Wharton, Falvay Mihály: Madárka (1992) - Csukás István: Ágacska (1992, 1996, 2007) - Lyman Frank Baum, Fekete Valéria, Tasnádi Csaba: Óz, a nagy varázsló (1992) - Molnár Ferenc: A Pál utcai fiúk (1992, 2001, 2009) - Georges Feydeau, Mészöly Dezső: Bolha a fülbe (1993) - Bródy Miksa, Martos Ferenc, Jacobi Viktor: Leányvásár (1993) - Lyman Frank Baum, Harold Arlen, Békés Pál, Sztevanovity Dusán, E.Y. Harburg: Óz, a csodák csodája (1994) - Ivan Kušan, Spiró György, Másik János: Galócza (1994, 2003) - Bacsó Péter, Makk Károly, Hunyady Sándor: A vöröslámpás ház (1995) - Fodor László: Érettségi (1995) - Gershwin: Bolondulok érted (1995) - Dóczy Lajos: Csók (1995) - Szomory Dezső: Botrány az Ingeborg koncerten (1995) - Szép Ernő: Kávécsarnok (1995) - Karinthy Frigyes: A bűvös szék (1995) - Füst Milán: A lázadó (1996) - Hellman: A kis rókák (1996) - Fjodor Mihajlovics Dosztojevszkij: Férj az ágy alatt (1997) - William Shakespeare: Sok hűhó semmiért (1997-1998) - Hasek: Svejk (1997) - Kesselring: Arzén és levendula (1997, 2000) - Örkény István: Tóték (1998) - Victor Hugo: A királyasszony lovagja (1998) - Kosztolányi Dezső: Édes Anna (1999) - Dunajevszkij: Szabad szél (1999) - Molnár Ferenc: Az üvegcipő (2000, 2004) - Kornis Mihály: Halleluja (2000) - Vajda Katalin: Anconai szerelmesek (2000) - Márai Sándor: Kaland (2001) - William Shakespeare: Szentivánéji álom (2001) - Kander-Ebb: Kabaré (2002) - Kálmán Imre: A cigányprímás (2002) - Simon: Mezítláb a parkban (2002-2003) - Fenyő Miklós: Made in Hungária (2002) - Tasnádi István: Malacbefőtt (2003, 2009) | - Herman: Őrült nők ketrece (2003) - Herman: Hello, Dolly! (2004) - Kálmán Imre: A cirkuszhercegnő (2004) - Gyárfás Miklós: Tanulmány a nőkről (2004) - Pozsgai Zsolt: Razzia (2005) - Updike: Eastwicki boszorkányok (2005) - Moldvai-Jeli: Rovarok (2006) - Zerkovitz Béla: Csókos asszony (2006) - Pörtner: Hajmeresztő (2006) - Shaffer: Amadeus (2006) - Kálmán Imre: Csárdáskirálynő (2007, 2010, 2015) - Tasnádi István: Finito (Magyar zombi) (2007, 2015) - Dés László: Valahol Európában (2007) - Loewe: My Fair Lady (2008) - Szörényi Levente: Kőműves Kelemen (2008) - Lőrinczy Attila: Balta a fejbe (2009) - Feydeau: A hülyéje (2009) - Fenyő Miklós: Aranycsapat (2010) - Szüle Mihály: Egy bolond százat csinál (2011) - Spiró György: Koccanás (2011) - Kleist: Közellenség (2011) - Mozart: A varázsfuvola (2011) - Fényes-Szirmai: Mágnás Miska (2011) - Eisemann Mihály: Fiatalság bolondság (2012) - Benedek Elek: Kukorica-derce avagy A talléros kalap és más mesék (2012) - Huszka Jenő: Mária főhadnagy (2013) - Jókai Mór: A kőszívű ember fiai (2013) - Bagossy László: A sötétben látó tündér (2013) - Lehár Ferenc: A víg özvegy (2014) - Vajda Katalin, Vajda Katalin: Anconai szerelmesek 2. (2014) - Kardos Tünde, Kálmán Jenő: Sicc (2015) - Francis Veber, Karikás Péter: Balfácánt vacsorára (2015) - Molnár Ferenc: Az ördög (2015) - Henning Bock, Jürgen Popig, Tövispataki Beáta: A két Lotti (2016) - Pós Sándor, Déry Tibor, Presser Gábor, Adamis Anna: Képzelt riport egy amerikai popfesztiválról (2016, 2017) - Kardos Tünde, Fekete István: Vuk (2016) - Schwajda György: Csoda (2017) |

## Díjai
- „Az év embere” Szabolcs-Szatmár-Bereg megye kitüntetése (2008)
- Prima-díj (2008)
- Bencs Kálmán-díj (2008)
- Jászai Mari-díj (2008)
- Móricz-gyűrű – Móricz-díj (2015)